# Carl Heitzmann
Carl Heitzmann, född 2 oktober 1836 i Vinkovci i Kroatien (dåvarande Österrike), död 6 december 1896, var en österrikisk läkare.
Heitzmann blev medicine doktor 1859. Han är bekant genom en mycket använd Atlas der descriptiven und topographischen Anatomie des Menschen (1870; nionde upplagan 1904).